# Гладир Тетяна Леонідівна
Тетя́на Леоні́дівна Глади́р (до шлюбу Бабік, пізніше — Кузіна) (* 1975) — українська спортсменка-легкоатлетка, спеціалізувалася в бігу на довгі дистанції.

## З життєпису
Проживає в місті Миколаїв.
На Чемпіонаті України з легкої атлетики-1998 здобула срібло — дистанція 10.000 метрів. На Всеукраїнських літніх спортивних іграх-1999 здобула бронзу — 10.000 метрів.
Брала участь у Чемпіонаті світу з кросу 1998 та 1999 років. Фінішувала другою на Wachau Marathon-2002.
2003 року виграла Марсельський марафон (час 2:37:52 годин) і була третьою на Марафон Твін Сітіс. Бронзова призерка Чемпіонату України з легкої атлетики-2003 — 10.000 метрів.
На Чемпіонаті України з легкої атлетики-2004 здобула бронзу — дистанція 10.000 метрів. На Нагойському марафоні-2004 була десятою. 2004 року була другою на Італійському (2:32:24) та Нью-Йоркському марафонах (2:26:05).
Стала переможницею 2006 року Римського марафону (2:25:44 години; встановила національний рекорд на дистанції, побивши позначку 2:27:05, встановлену Тетяною Половінською у 1988 році) і того ж року (12 км; 39:09).
Кращий час на 3000 метрів — 9.00,05 хвилин, досягнуто в серпні 1999 року у Нітрі; 33: 59,13 хвилини на 10 000 метрів, досягнуто в липні 2004-го у Ялті.
Чоловік — Олександр Кузін.